# Mac OS X v10.4
Mac OS X version 10.4, med kodnamnet Tiger, är ett operativsystem för Mac-datorer som släpptes 2005. Det hade inte så många nya funktioner jämfört med den tidigare versionen, Mac OS X v10.3, "Panther". 

## Systemkrav
- Datorer som stöds - Power Mac G4, G4 Cube, Imac, Powerbook, Ibook, Mac Pro, Macbook och Macbook Pro.
- Krav på internminne - 128 megabyte.
- Krav på hårddiskutrymme - 1.5 gigabyte.

## Finesser
Den här versionen kom med några nya finesser som:
- Prestandaförbättringar över hela systemet.
- Automator introduceras.
- Spotlight introduceras.[1]
- Dashboard introduceras.[1]
- Ny stil på menyraden.